# Филип фон Золмс-Лих
Филип фон Золмс-Лих (на немски: Philipp von Solms-Lich; * 15 август 1468; † 3 октомври 1544, Франкфурт на Майн) е управляващ граф на Золмс-Лих. Между 1506 и 1514 г. е съветник в императорския двор на императорите Максимилиан I и Карл V и при курфюрст Фридрих III от Саксония, при ландграф Филип I фон Хесен. Той поддържа изкуството и архитектурата.

## Биография
Той е син на граф Куно фон Золмс-Лих (1420 – 1477) и на Валпургис фон Даун-Кирбург (1440 – 1493), дъщеря на вилд- и Рейнграф Йохан IV фон Даун-Кирбург († 1476) и графиня Елизабет фон Ханау († 1446).
Филип следва в Майнц, Хайделберг и Ерфурт. По-големият му брат е наследственият принц Йохан фон Золмс-Лих (1464 – 1483), който умира в Александрия по време на връщането му от поклонение в Светите земи.
Ханс Дьоринг е негов дворцов художник. Филип е рисуван през 1518 г. от Албрехт Дюрер по време на имперското събрание в Аугсбург. След две години е рисуван и от Лукас Кранах.
Граф Филип умира на 3 октомври 1544 г. във Франкфурт на Майн на 76 години и е погребан в църквата в Лих.

## Фамилия
Първи брак: на 15 февруари 1489 г. в Ханау с далечната си роднина Адриана фон Ханау (* 1 май 1470; † 12 април 1524), дъщеря на граф Филип I фон Ханау-Мюнценберг и Адриана фон Насау-Диленбург. Те имат дванадесет:
- Валпургия фон Золмс-Лих (* 28 октомври 1490; † 1527), монахиня в манастир Мариенборн
- Райнхард I фон Золмс-Лих (* 12 октомври 1491; † 23 септември 1562) ∞ графиня Мария фон Сайн (1505 – 1586)
- Доротея фон Золм-Лих (* 25 януари 1493; † 8 юни 1578), ∞ граф Ернст II фон Мансфелд-Фордерорт (1479 – 1531)
- Анна фон Золмс-Лих (* 12 април 1494; † 20 август 1509, 20 май 1510)
- Елизабет фон Золмс-Лих (* 19 май 1495; † сл. 1502)
- Ото I фон Золмс-Лих (* 11 май 1496; † 14 май 1522) ∞ на 7 септември 1519 г. херцогиня Анна фон Мекленбург (1485 – 1525)
- Куно фон Золмс-Лих (* 29 март 1497; † 149?)
- Урсула фон Золмс-Лих (* 28 юни 1498; † сл. 1517)
- Йохан фон Золмс-Лих (* 30 ноември 1499; † сл. 3 юли 1500)
- Аполония фон Золмс-Лих (* 11 ноември 1502; † сл. 12 ноември 1518)
- Мария фон Золмс-Лих (* 1 февруари 1504; † октомври 1504)
- Катарина фон Золмс-Лих (* 4 септември 1507; † сл. 12 ноември 1518)

Втори брак: с Валпурга Линденлауб. Двамата имат шест деца, които умират като бебета:
- Вилхелм фон Золмс-Лих († 1554)
- Филип фон Золмс-Лих († 4 септември 1560)
- Йохан фон Золмс-Лих († 1540)
- Берта фон Золмс-Лих († 1560)
- Ернст фон Золмс-Лих († 1560)
- Куно фон Золмс-Лих († 1560)